# 列支敦斯登的馬克西米利安
列支敦斯登的馬克西米利安（德語：Maximilian von und zu Liechtenstein，1969年5月16日—），列支敦斯登親王漢斯·亞當二世的次子，列支敦斯登王位第五順位繼承人。

## 家庭
2000年，馬克西米利安與巴拿馬人安潔拉·吉塞拉·布朗結婚，兩人的獨子阿爾方斯（Alfons）於隔年出生。